# Ogy
Ogy és un comú francès al departament del Mosel·la (regió de Gran Est). L'any 2007 tenia 592 habitants.

## Demografia

### Població
El 2007 la població de fet d'Ogy era de 592 persones. Hi havia 184 famílies, de les quals 24 eren unipersonals (16 homes vivint sols i 8 dones vivint soles), 44 parelles sense fills i 116 parelles amb fills.
La població ha evolucionat segons el següent gràfic:

### Habitatges
El 2007 hi havia 199 habitatges, 195 eren l'habitatge principal de la família i 4 estaven desocupats. 163 eren cases i 36 eren apartaments. Dels 195 habitatges principals, 185 estaven ocupats pels seus propietaris, 9 estaven llogats i ocupats pels llogaters i 1 estava cedit a títol gratuït; 1 tenia una cambra, 6 en tenien dues, 23 en tenien tres, 18 en tenien quatre i 147 en tenien cinc o més. 185 habitatges disposaven pel capbaix d'una plaça de pàrquing. A 55 habitatges hi havia un automòbil i a 138 n'hi havia dos o més.

### Piràmide de població
La piràmide de població per edats i sexe el 2009 era:
| Homes | Edats   | Dones |
| ----- | ------- | ----- |
| 0     | 95 o +  | 0     |
| 0     | 90 a 94 | 0     |
| 0     | 85 a 89 | 0     |
| 0     | 80 a 84 | 0     |
| 0     | 75 a 79 | 0     |
| 0     | 70 a 74 | 4     |
| 0     | 65 a 69 | 0     |
| 12    | 60 a 64 | 4     |
| 4     | 55 a 59 | 16    |
| 8     | 50 a 54 | 8     |
| 20    | 45 a 49 | 20    |
| 16    | 40 a 44 | 20    |
| 40    | 35 a 39 | 36    |
| 24    | 30 a 34 | 16    |
| 4     | 25 a 29 | 8     |
| 4     | 20 a 24 | 8     |
| 28    | 15 a 19 | 24    |
| 20    | 10 a 14 | 24    |
| 32    | 5 a 9   | 28    |
| 8     | 0 a 4   | 20    |

## Economia
El 2007 la població en edat de treballar era de 421 persones, 339 eren actives i 82 eren inactives. De les 339 persones actives 326 estaven ocupades (164 homes i 162 dones) i 13 estaven aturades (8 homes i 5 dones). De les 82 persones inactives 23 estaven jubilades, 46 estaven estudiant i 13 estaven classificades com a «altres inactius».

### Ingressos
El 2009 a Ogy hi havia 196 unitats fiscals que integraven 588 persones, la mediana anual d'ingressos fiscals per persona era de 22.373 €.

### Activitats econòmiques
Dels 13  establiments que hi havia el 2007, 1 era d'una empresa extractiva, 5 d'empreses de construcció, 1 d'una empresa de comerç i reparació d'automòbils, 1 d'una empresa de transport, 2 d'empreses immobiliàries i 3 d'empreses de serveis.
Dels 3 establiments de servei als particulars que hi havia el 2009, 2 eren electricistes i 1 agència immobiliària.
L'any 2000 a Ogy hi havia 6 explotacions agrícoles que ocupaven un total de 600 hectàrees.

## Equipaments sanitaris i escolars
El 2009 hi havia una escola elemental.

## Poblacions properes
El següent diagrama mostra les poblacions més properes.